# Bilaspur (Rampur)
Bilaspur es una ciudad y municipio situada en el distrito de Rampur en el estado de Uttar Pradesh (India). Su población es de 43908 habitantes (2011). 

## Demografía
Según el censo de 2011 la población de Bilaspur era de 43908 habitantes, de los cuales 22785 eran hombres y 21123 eran mujeres. Bilaspur tiene una tasa media de alfabetización del 58,59%, inferior a la media estatal del 67,68%: la alfabetización masculina es del 63,19%, y la alfabetización femenina del 53,61%.